# Valentina Venerucci
Valentina Venerucci (14 september 1993) is een San Marinees wielrenster.

## Carrière
Venerucci begon pas in 2025 met wielrennen. Namens A.R. Monex werd ze in april van dat jaar twintigste in de Grote Prijs van Chambéry. Een maand later won ze brons in de wegwedstrijd op de Spelen van de Kleine Staten van Europa. In de Alpes Grésivaudan Classic, een eendagskoers met finish bergop op Le Collet d'Allevard, finishte ze als vijfde. Eind juni maakte ze de overstap naar Aromitalia 3T Vaiano. Haar debuut voor de ploeg was direct haar debuut in de World Tour: ze mocht deelnemen aan de Ronde van Italië. In de openingstijdrit eindigde ze op de laatste plaats.

## Resultaten in voornaamste wedstrijden
| \| Jaar \| Ronde van Italië \| Ronde van Frankrijk \| Ronde van Spanje \| \| ---- \| ---------------- \| ------------------- \| ---------------- \| \| 2025 \| 115e \| \| \| |                  |                     |                  |
| Jaar | Ronde van Italië | Ronde van Frankrijk | Ronde van Spanje |
| 2025 | 115e             |                     |                  |

## Ploegen
- 2025 –  A.R. Monex Women's Pro Cycling Team (tot 24 juni)
- 2025 –  Aromitalia 3T Vaiano (vanaf 25 juni)